# 新村莊站
新村站（羅馬化：Novoslobodskaya）是莫斯科地鐵的一個車站，位於莫斯科中央區。新村站是環狀線的車站，開通於1952年1月30日。新村站的設計者是Alexey Dushkin，裝飾風格以彩色玻璃而著稱。